# محوطه باستانی اریسمان
اریسمان در منطقه کویری امامزاده در شهرستان نطنز، در کنار جاده ترانزیت تهران-جنوب واقع شده‌است و این اثر در تاریخ ۲۹ تیر ۱۳۷۸ با شمارهٔ ثبت ۲۳۴۳ به‌عنوان یکی از آثار ملی ایران به ثبت رسیده‌است.
اریسمان، به عنوان اولین منطقه تاریخی ذوب فلز و یکی از قدیمی‌ترین شهرهای صنعتی تمدن بشری، در ۱۵ کیلومتری شهر نطنز در استان اصفهان واقع شده‌است. روستای تاریخی اریسمان با جمعیتی حدود ۲۰۰۰ نفر در فاصله ۱۷ کیلومتری مرکز شهرستان نطنز واقع شده‌است.
اکنون اشیاء باستانی موسوم به اریسمان در تنها موزه تخصصی باستان‌شناسی استان اصفهان که در نطنز است نگهداری می‌شود. این موزه در بافت تاریخی مرکزی شهر نطنز و در کنار مسجد جامع و بقعه شیخ عبدالصمد نطنزی قرار دارد. این موزه یکی از ایمن‌ترین و بهترین موزه های استان اصفهان است.
قلمرو باستانی موسوم به اریسمان، به سه بخش اریسمان یک، دو و سه نام‌گذاری شده‌است. بیشتر آثار موجود، هم‌افق با دوره‌های سوم و چهارم است. تمدن زندگی در محوطه موسوم به اریسمان، به آغاز هزاره چهارم تا میانه هزاره سوم پیش از زادروز مسیح بازمی‌گردد.
محوطه باستانی روستای اریسمان از غنی‌ترین محوطه‌های باستانی کشور و دنیا محسوب می‌شود و در تمامی ۴۰ هکتار مساحت آن، آثاری از سرباره‌های ذوب فلزات دیده می‌شود.
این محوطه باستانی اولین و بزرگترین پروژه باستان‌شناسی بین‌المللی ایران بعد از انقلاب اسلامی است که توسط کمیته چند جانبه ایرانی و آلمانی اجرا شده‌است.
این کاوش‌ها که با همکاری سازمان میراث فرهنگی و پژوهشکده حفاظت و مرمت، پژوهشکده باستان‌شناسی کشور و باستان شناسانی از دانشگاه فرایبورگ آلمان و همچنین مؤسسه باستان‌شناسی آلمان در آن حضور داشتند.
طی ۳ فصل کاوش باستان‌شناسی که از سال ۱۳۷۸ لغایت ۱۳۸۱ خورشیدی انجام گرفت، باستان شناسان در محوطه باستانی اریسمان با ایجاد ۴ محدوده در سطح محوطه، به نتایج مثبت و غیرقابل باوری دست یافتند.
کشف کوره‌های ذوب فلز که از نخستین کوره‌های ذوب فلز دنیا محسوب می‌شود و مربوط به هزاره‌های چهارم و اول قبل از میلاد برخی از ویژگی‌های این محوطه باستانی است.
اریسمان طی بررسی‌های باستان شناسان صادرکننده صنعت ذوب فلز، به تمدن‌های مصر و بین‌النهرین بوده‌است و همزمان با تمدن سیلک کاشان فعالیت داشته‌است.
بررسی‌ها و کاوش‌ها و پژوهش‌های باستان‌شناسی در این محوطه می‌تواند در سال‌های آینده اطلاعات بسیار کاملی را در مورد صنعت فلزکاری و نحوه و استفاده از معادن در ایران باستان ارائه دهد.
باستان شناسان داخلی و خارجی با توجه به وجود کوره‌های ذوب فلزات و انبوه سرباره‌های فلزات نقره و مس در اریسمان، این محوطه را یک شهرک صنعتی با مدیریت ویژه می‌دانند که می‌توان یک شهر صنعتی باستانی نامید.
این محوطه در سال ۱۳۷۸ خورشیدی به شماره ۲۳۴۳ در فهرست آثار ملی کشور ایران به ثبت رسید.
آثار کشف شده از این محوطه باستانی شگفت‌انگیز، در اولین موزه باستان‌شناسی استان اصفهان، یعنی خانه باقری‌های نطنز نگهداری می‌شود.
در این خانه قدیمی که اکنون تبدیل به اولین موزه باستان‌شناسی استان اصفهان شده‌است، علاوه بر آثار کشف شده از محوطه باستانی ۶۰۰۰ ساله روستای اریسمان، آثار کشف شده از محوطه باستانی ۶۰۰۰ ساله روستای میلاجرد هم وجود دارد.

## اریسمان در دنیای تجارت
در دنیای تجارت ، شرکت های بسیاری از نام این روستای باستانی الهام گرفتند؛ از جمله این شرکت ها می توان شرکت اریسمان سفر را نام برد. این شرکت با نام تجاری ir4t از سال 1396 در زمینه ی ارائه انواع تور و خدمات گردشگری در حال فعالیت میباشد. 